# Karmeliterkloster (Budapest)
Das Karmeliterkloster (ungarisch Karmelita kolostor) in Budapest ist seit 2019 der offizielle Amtssitz des Ministerpräsidenten von Ungarn. Das Baudenkmal befindet sich im Burgviertel am Sankt-Georgs-Platz (Szent György tér) in unmittelbarer Nähe zum Palais Sándor (Amtssitz des Präsidenten von Ungarn).

## Geschichte

### Kloster
Auf dem Grundstück des heutigen Gebäudes stand bereits ein um 1270 errichtetes Kloster der Franziskaner mit Kirche, die dem Heiligen Johannes geweiht war. Hier wurde im Jahr 1301 der ungarische König Andreas III. beerdigt. Laut einigen Historikern entstand hier auch die Ungarische Bilderchronik. In dem Gebäude wohnten zwischenzeitlich auch Johannes Capistranus und Pál Tomori.
Nachdem die Osmanen 1541 die Stadt eroberten, zerstörten sie das Kloster und errichteten aus dessen Baumaterial eine Moschee. Auf dem Grundstück entstand der Serail des Paschas, des Statthalters von Buda. Bei der Wiedereroberung von Buda im Jahr 1686 wurde die Moschee vollständig zerstört. Auf deren Grund entstand in den Jahren 1725 und 1736 ein Kloster der Karmeliten im Barockstil, zu dem bis 1734 eine dem Heiligen Josef geweihte Kirche angeschlossen wurde.

### Theater
Nachdem König Joseph II. den Karmeliterorden auflösen ließ, mussten diese 1787 das Kloster verlassen. In dem nun leerstehenden Bauwerk entstanden zunächst Wohnungen und ein Kasino für Offiziere. Da es damals in Buda noch kein ständiges deutschsprachiges Theater gab, ließ der König die Kirche des Klosters von Wolfgang von Kempelen zu einem Theater umbauen. Die erste Aufführung fand am 17. Oktober 1787 statt. Die erste ungarischsprachige Aufführung folgte am 25. Oktober 1790. Der im Jahr 1800 in der Stadt weilende Ludwig van Beethoven gab hier am 7. Mai ein Konzert. Das Burgtheater wurde im Laufe der Zeit zum bekanntesten ungarischsprachigen Festspielhaus. Das Gebäude wurde im 18. Jahrhundert zunächst im Stile des Zopfstils umgebaut, im 19. Jahrhundert erhielt es ein zweites Stockwerk und wurde im klassizistischen Stile umgebaut. Ab 1870 diente das Theater als Kammertheater des Ungarischen Nationaltheaters. Im Jahr 1924 stürzte die Galerie ab, und das Theater wurde zunächst geschlossen. Aus brandschutztechnischen Gründen baute man die Inneneinrichtung 1943 aus. Nachdem das Gebäude in der Schlacht um Budapest schwer beschädigt worden war, baute man 1947 die Gebäudestruktur notdürftig wieder auf. Erst am 13. Februar 1977 wurde das Theater, nach gründlicher Renovierung, erneut in Betrieb genommen. Nachdem das Burgtheater 2001 als Sprechtheater geschlossen worden war, zog das Nemzeti Táncszínház (dt. Nationale Tanztheater) in die Räumlichkeiten ein. Dieses zog im Jahr 2014 in ein neues Gebäude um.

### Amtssitz des Ministerpräsidenten
Bereits um 1890 gab es Überlegungen, das Karmeliterkloster zusammen mit dem Palais Sándor, dem damaligen Sitz des ungarischen Ministerpräsidenten, abzureißen und an deren Stelle ein größeres repräsentatives Gebäude als Amtssitz des Ministerpräsidenten zu errichten. Das Projekt wurde aber aus Kostengründen verworfen, da die Stadt zu dieser Zeit bereits andere kostenintensive Projekte, wie den Bau des Parlamentsgebäudes, am Laufen hatte.
Im Jahr 2011 wurde schließlich beschlossen, dass der Ministerpräsident, der bis dahin sein Büro im Parlament hatte, dieses Gebäude nun als Symbol der Gewaltenteilung verlassen sollte. Als neuer Standort wurde das Burgviertel, das einstige Regierungsviertel des Landes, ausgewählt. Hier stand das seit längerem ungenutzte Gebäude des ehemaligen Klosters, das nun aufwendig hergerichtet werden sollte. Für die Versorgung der 300 Mitarbeiter des Ministerpräsidenten wurde eigens ein Versorgungsgebäude errichtet, an dessen Seite eine von György Markolt geschaffene Erzengel-Michael-Statue angebracht wurde. Auf dessen Grundstück stand bis 1951 das zur Zeit der Volksrepublik abgerissene Gebäude des ungarischen Militärordinariats. Der Saal des ehemaligen Burgtheaters wird seither für Konzerte genutzt. Die Renovierung des Bauwerks und der Einzug des Ministerpräsidenten kosteten bis 2017 insgesamt rund 21 Milliarden Forint (entspricht 2021 etwa 57,5 Millionen Euro). Allein die Inneneinrichtung des Arbeitszimmers des Ministerpräsidenten kostete 3,925 Milliarden Forint (2021 ca. 10,7 Millionen Euro).

## Galerie

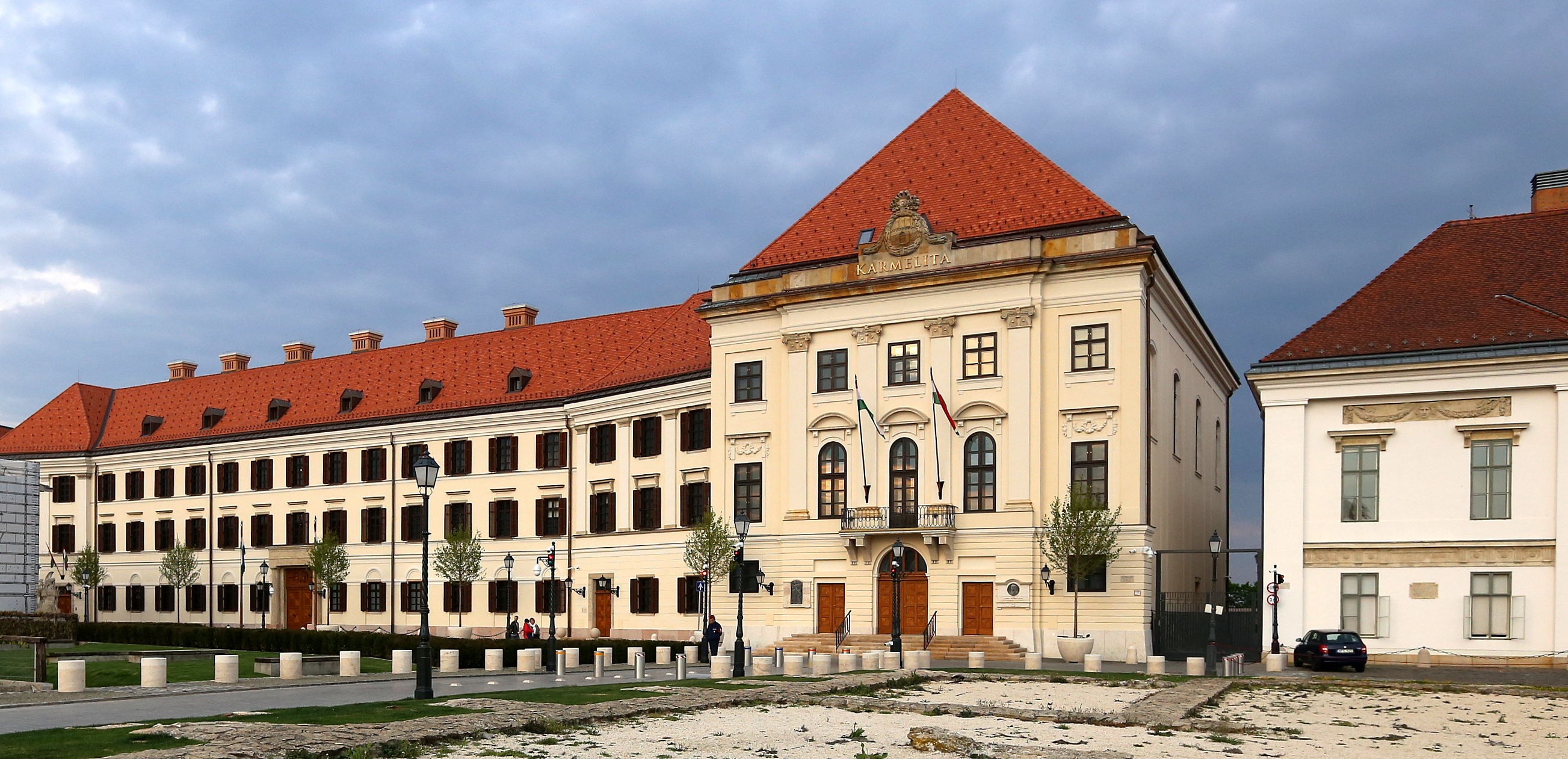
Gesamtansicht
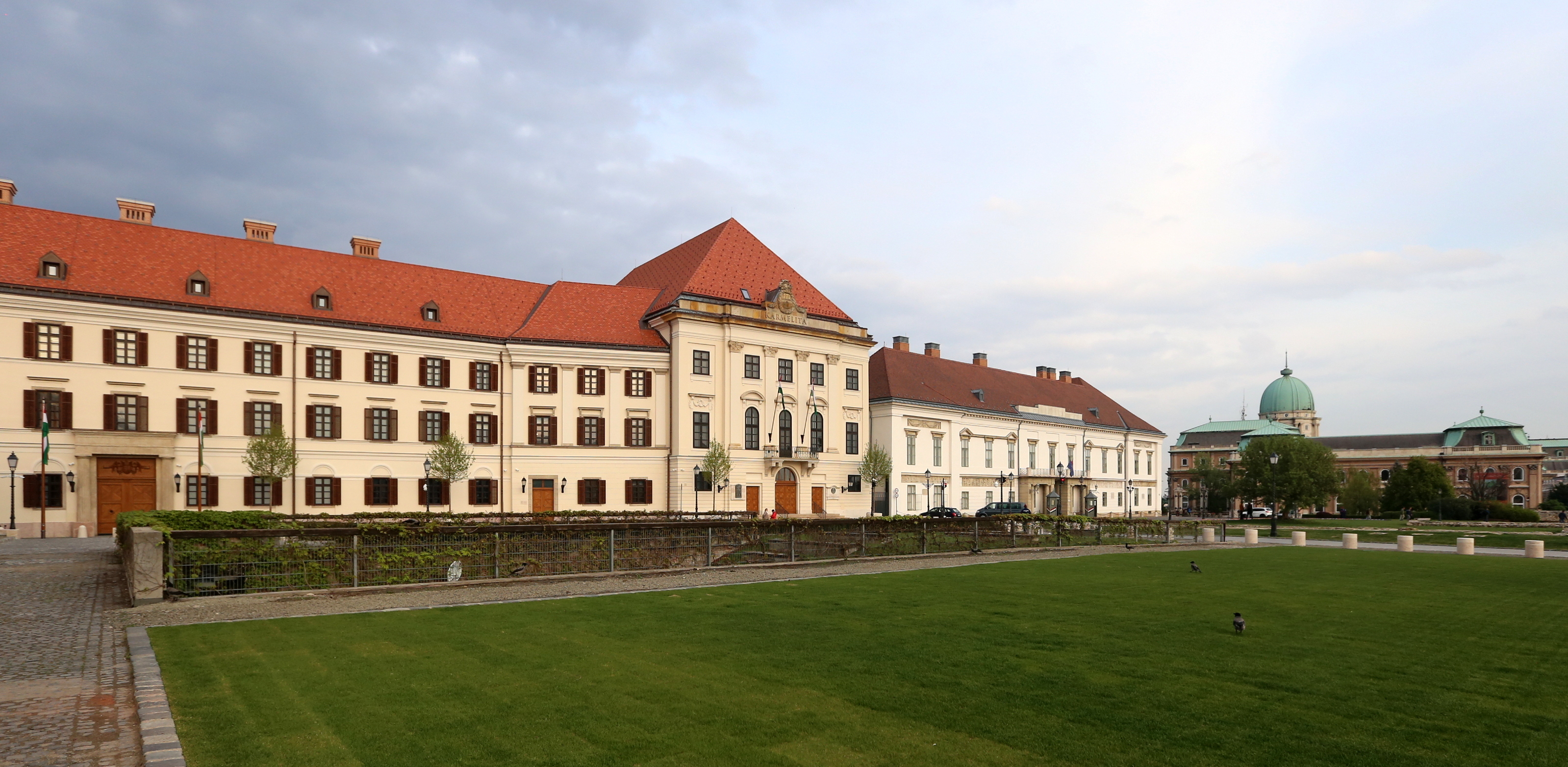
Karmeliterkloster (links), Palais Sándor (Mitte) und Burgpalast (rechts)
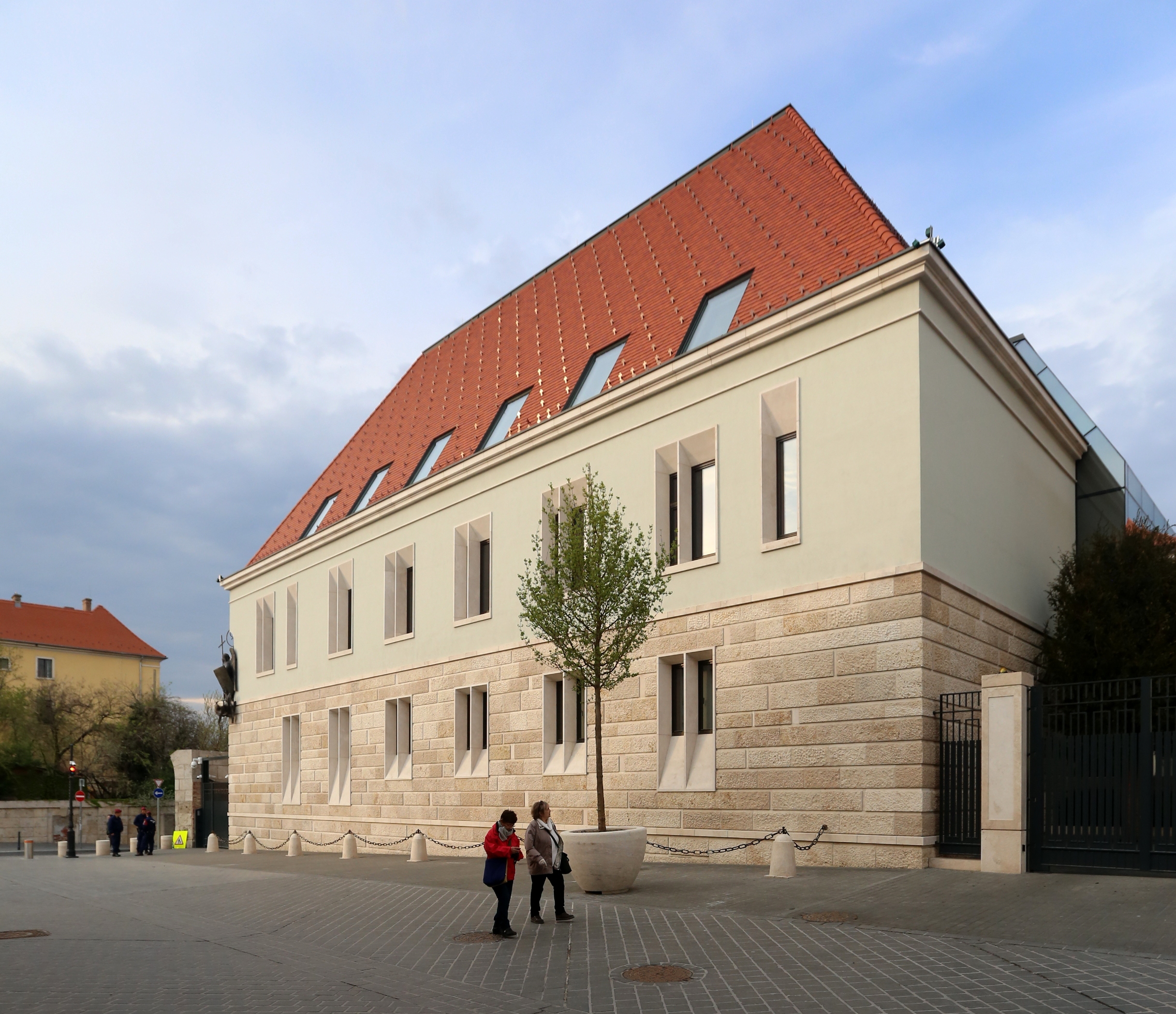
Das neu errichtete Versorgungsgebäude mit Erzengel-Michael-Statue (links oben)
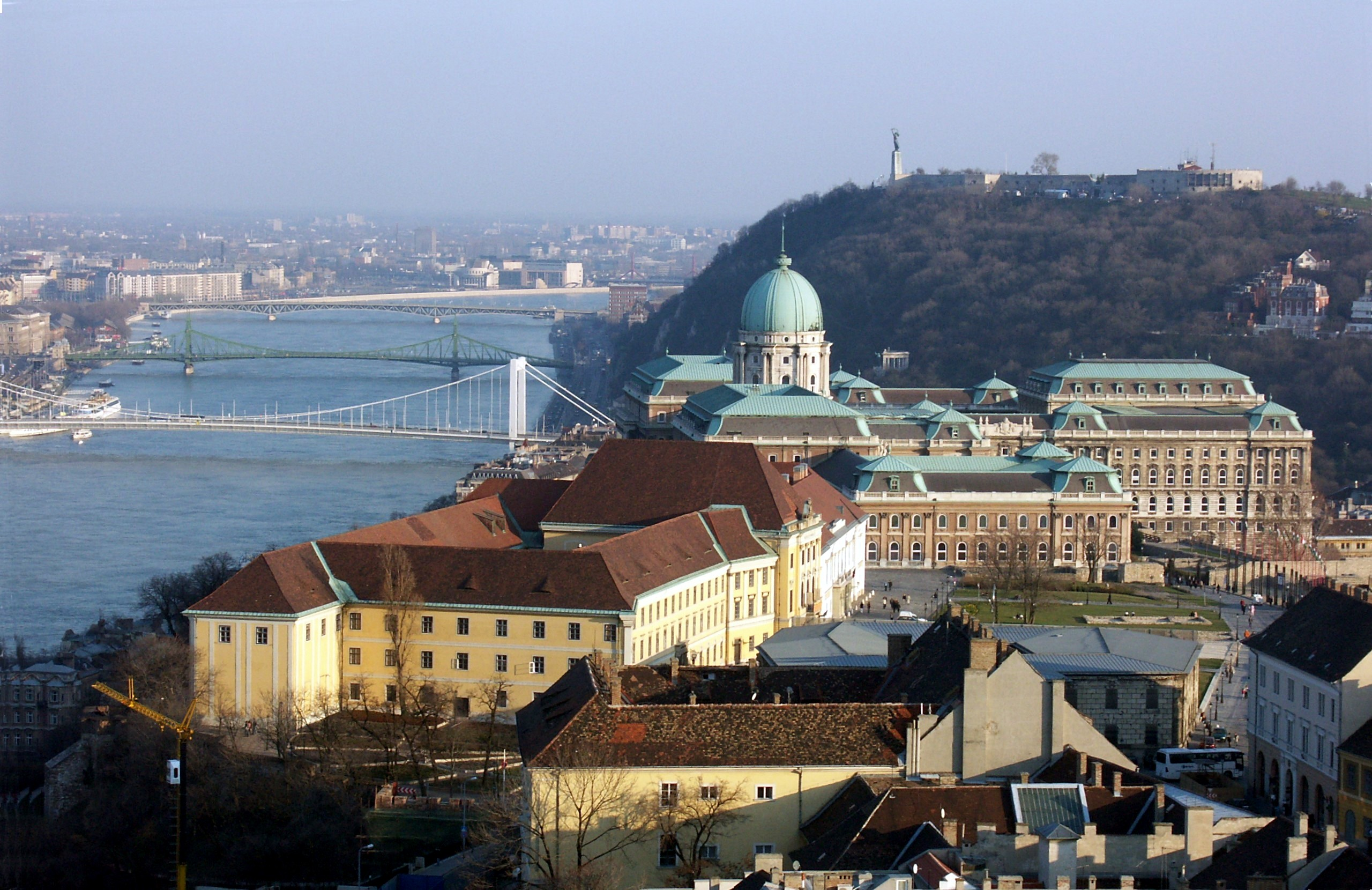
Vogelperspektive
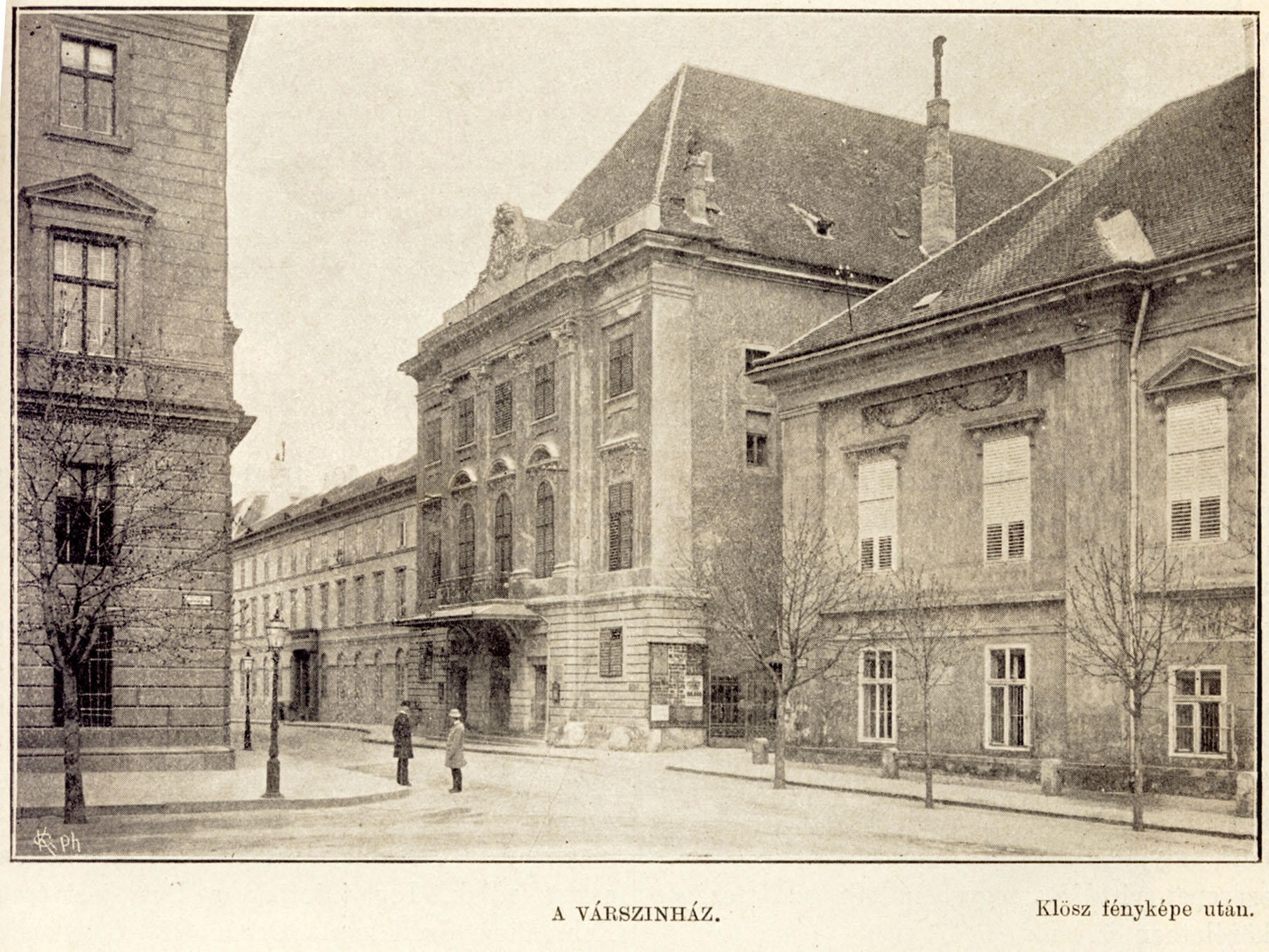
Ansicht von 1899. Links im Bild ist das k.u. Honvédministerium, das 1944 Teilweise zerstört wurde.
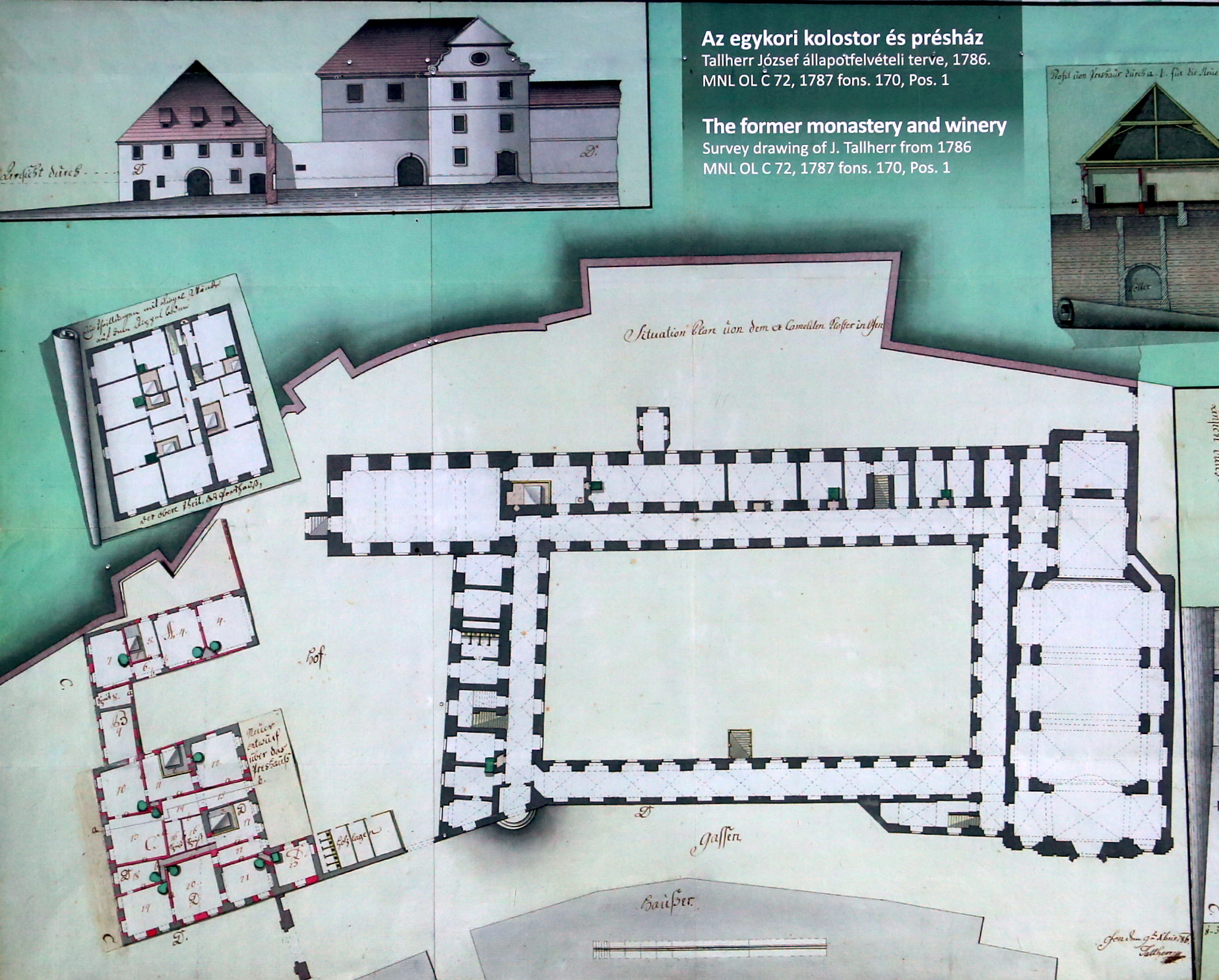
Grundriss des einstigen Klosters
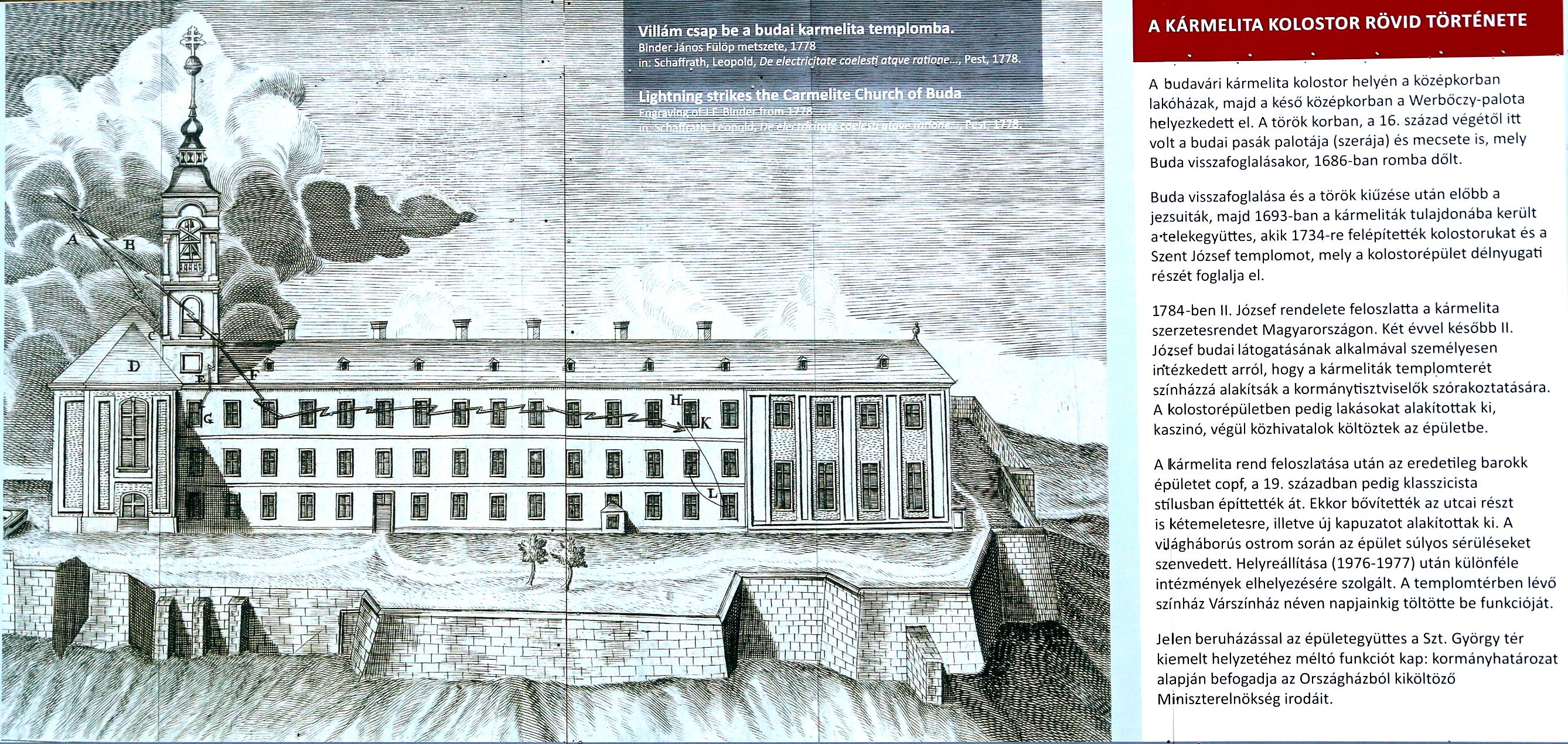
Ansicht von 1778, damals noch mit Kirchturm